# Distribueret styresystem
Et distribueret styresystem er systemsoftware over en samling af uafhængig software, netværksforbundne, kommunikerende og fysisk adskilte beregningsknuder. De håndterer jobs, der betjenes af flere CPUere. Hver enkelt node har en specifik softwaredelmængde af det globale samlede styresystem. Hver delmængde er en sammensætning af to forskellige tjenesteudbydere. Den første er en allestedsnærværende minimal kerne, eller mikrokerne, der direkte styrer nodens hardware. For det andet er der en samling på højere niveau af systemstyringskomponenter, der koordinerer nodens individuelle og samarbejdsaktiviteter. Disse komponenter abstraherer mikrokernefunktioner og understøtter brugerapplikationer.
Mikrokernen og styringskomponentsamlingen arbejder sammen. De understøtter systemets mål om at integrere flere resurser og behandlingsfunktionalitet i et effektivt og stabilt system. Denne problemfri integration af individuelle noder i et globalt system kaldes transparens eller enkelt systembillede; beskriver den illusion, der gives brugerne af det globale systems udseende som en enkelt beregningsenhed.

## Yderligere læsning
- Chow, Randy; Theodore Johnson (1997). Distributed Operating Systems and Algorithms. Addison Wesley. ISBN 978-0-201-49838-7.
- Sinha, Pradeep Kumar (1997). Distributed Operating Systems: Concepts and Design. IEEE Press. ISBN 978-0-7803-1119-0.
- Galli, Doreen L. (2000). Distributed Operating Systems: Concepts and Practice. Prentice Hall. ISBN 978-0-13-079843-5.